# AmaZulu Football Club (Afrique du Sud)
Pour les articles homonymes, voir AmaZulu Football Club.
Ne doit pas être confondu avec l'AmaZulu Football Club (Zimbabwe)
Actualités
AmaZulu Football Club est un club de football sud-africain basé à Durban. Fondé en 1932, il évolue actuellement en première division sud-africaine.

## Histoire
- 1932 : fondation du club sous le nom de Zulu Royals
- 1970 : renommé Zulu Royals United
- 1974 : renommé AmaZulu
- 2002 : renommé Zulu Royals
- 2005 : renommé AmaZulu

## Palmarès
| Compétitions nationales | Compétitions internationales |
| - Championnat d'Afrique du Sud (1) - Champion : 1972 - Vice-champion : 2021 - Coupe d'Afrique du Sud - Finaliste : 1972, 1973, 1974, 1987, 1990 et 2010 - Coupe de la Ligue (1) - Vainqueur : 1992 | - Vierge                     |

## Personnalités du club

### Historique des entraîneurs
Les différents tableaux ci-dessous établissent la liste des différents entraineurs passés sous les couleurs d'Amazulu depuis la création du club.
| Rang | Nom                  | Période               |
| ---- | -------------------- | --------------------- |
| 1    | Clive William Barker | 1974 - 1976           |
| 2    | Clive William Barker | 1986 - 1987           |
| 3    | Clive William Barker | 1991 - 1993           |
| 4    | Eoin Hand            | 1993                  |
| 5    | Clive William Barker | 1997 - 1999           |
| 6    | Gavin Lane           | 1999                  |
| 7    | Eddie Lewis          | 1999 - 2000           |
| 8    | Neil Tovey           | 2001 - 2002           |
| 9    | Ramadhan Nsanzurwimo | 2003                  |
| 10   | Joseph Mukeba        | 2003                  |
| 11   | Zipho Dlangalala     | 2003                  |
| 12   | Walter Rautmann      | 2003 - 2004           |
| 13   | Keagan Mumba         | 2004                  |
| 14   | Thabo Dladla         | 2005                  |
| 15   | Clive William Barker | jui. 2006 - nov. 2006 |
| 16   | Reggie Shelembe      | nov. 2006 - jan. 2007 |
| 17   | Júlio César Leal     | jan. 2007 - juin 2007 |

| Rang | Nom                    | Période                            |
| ---- | ---------------------- | ---------------------------------- |
| 18   | Clive William Barker   | jui. 2007 - juin 2009              |
| 19   | Neil Tovey             | jui. 2009 - juin 2010              |
| 20   | Manqoba Mngqithi       | jui. 2010 - sep. 2011              |
| 21   | Roger Palmgren         | sep. 2011 - nov. 2012              |
| 22   | Craig Rosslee          | nov. 2012 - oct. 2014              |
| 23   | Wilfred Mugeyi         | oct. 2014 - nov. 2014              |
| 24   | Steve Barker           | nov. 2014 - avr. 2016              |
| 25   | Delron Buckley         | avr. 2016 - juin 2016              |
| 26   | Joey Antipas           | jui. 2016 - août 2017              |
| 27   | Cavin Johnson          | août 2017 - sep. 2019              |
| 28   | Jozef Vukušič          | sep. 2019 - mars 2020              |
| 29   | Ayanda Dlamini (en)    | 4 mars 2020 - 7 décembre 2020      |
| 30   | Allan Freese (intérim) | 7 décembre 2020 - 17 décembre 2020 |
| 31   | Benni McCarthy         | 17 décembre 2020 - 25 mars 2022    |
| 32   | Brandon Truter         | 28 mars 2022 - 6 octobre 2022      |
| 33   | Romain Folz (en)       | 9 octobre 2022 - 4 avril 2023      |
| 34   | Ayanda Dlamini (en)    | 4 avril 2023 - 21 juin 2023        |
| 35   | Pablo Franco           | 21 juin 2023-30 septembre 2024     |
| 36   | Arthur Zwan            | 8 octobre 2024-                    |

### Joueurs emblématiques
| Rang | Nom              | Buts | Matchs | Carrière au club |
| ---- | ---------------- | ---- | ------ | ---------------- |
| 1    | Owen Nzimande    | 55   | ?      | ?                |
| 2    | Ayanda Dlamini   | 34   | 166    | 2009 - 2016      |
| 3    | Bongi Ntuli      | 29   | 72     | 2015 2018 -      |
| 4    | Dumisani Ngwenya | 29   | 119    | 2005 - 2011      |
| 5    | Goodman Dlamini  | 28   | 184    | 2007 - 2016      |

| Rang | Nom                  | Matchs | Carrière au club        |
| ---- | -------------------- | ------ | ----------------------- |
| 1    | Julius Chirwa        | 244    | ?                       |
| 2    | Goodman Dlamini      | 184    | 2007 - 2016             |
| 3    | Ayanda Dlamini       | 166    | 2009 - 2016             |
| 4    | Mark van Heerden     | 145    | 2008 - 2016 2018 - 2019 |
| 5    | Belux Bukasa Kasongo | 135    | 2006 - 2013             |

#### Anciens joueurs notables
- Camaldine Abraw
- Bafo Biyela
- Kémoko Camara
- Moses Chavula
- Tenant Chilumba
- Chintu Kampamba
- / Sean Dundee
- Sifiso Hlanti
- René Houseman
- Gordon Igesund
- Tomás Inguana
- Mohammed-Awal Issah
- Pineas Jacob
- Dulee Johnson
- Kalililo Kakonje
- Tapuwa Kapini
- Ovidy Karuru
- Belux Bukasa Kasongo
- Nhlanhla Khuzwayo
- Dennis Lota
- Lelo Mbele
- Themba Mnguni
- William Mokoena
- John Moshoeu
- Pollen Ndlanya
- Bongani Ndulula
- Siyabonga Nomvethe
- Stévy Nzambé
- Guy-Roger N'Zeng
- Sadat Ouro-Akoriko
- Thamsanqa Sangweni
- Swadick Sanudi
- Tangeni Shipahu
- Myron Shongwe
- Jerry Sikhosana
- Neil Tovey

## Effectif actuel
Le tableau liste l'effectif professionnel d'AmaZulu pour la saison 2020-2021.